# Związek Partii Komunistycznych – Komunistyczna Partia Związku Radzieckiego
Związek Partii Komunistycznych – Komunistyczna Partia Związku Radzieckiego (ZPK – KPZR) (ros. Союз коммунистических партий — КПСС; СКП — КПСС; SKP — KPSS) – założona w 1993 roku organizacja międzynarodowa zrzeszające partie komunistyczne w krajach dawnego Związku Radzieckiego.

## Partie członkowskie
- Komunistyczna Partia Federacji Rosyjskiej
- Komunistyczna Partia Ukrainy (formalnie rozwiązana)
- Komunistyczna Partia Białorusi
- Komunistyczna Partia Kazachstanu (formalnie rozwiązana)
- Zjednoczona Komunistyczna Partia Gruzji
- Komunistyczna Partia Osetii Południowej
- Azerbejdżańska Partia Komunistyczna
- Komunistyczna Partia Litwy (zdelegalizowana)
- Partia Komunistów Republiki Mołdawii
- Partia Komunistów Kirgistanu
- Armeńska Partia Komunistyczna

## Sekretarze
- 1993–2001: Oleg Szenin
- od 2001: Giennadij Ziuganow